# Federación Ecuatoriana de Ciclismo
La Federación Ecuatoriana de Ciclismo es el máximo ente rector del ciclismo en Ecuador y el representante del país ante la Unión Ciclista Internacional.
Es el organismo que planifica, dirige y ejecuta a nivel nacional la práctica del ciclismo en todas sus categorías, impulsando el alto rendimiento de los y las deportistas de esta disciplina para que representen al país en las competencias internacionales.
Los programas ciclísticos que están bajo su administración son el BMX, Ruta, Pista,  y Ciclomontañismo.

## Misión
Cumplir disposiciones de Ley. Planificar, fomentar, dirigir, ejecutar y controlar: técnica, administrativa y económicamente el deporte del Ciclismo en el Ecuador. Velar por el bienestar y seguridad de sus deportistas y filiales. Fomentar por los medios posibles, la práctica del Ciclismo. Cumplir y hacer cumplir las disposiciones de la Carta Olímpica y resoluciones del Comité Olímpico Ecuatoriano y la Unión Ciclística Internacional.